# Almanac nàutic

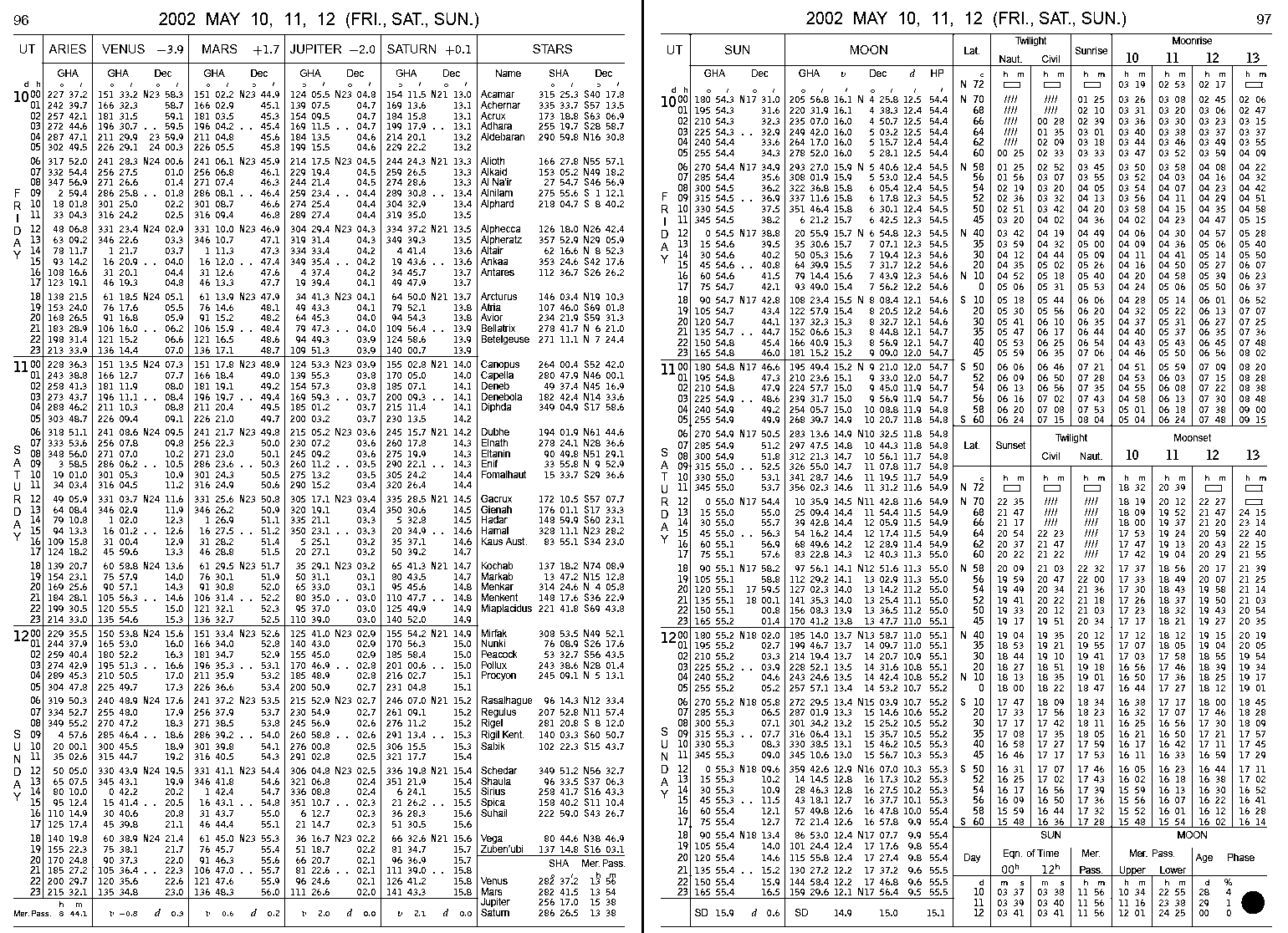
Dues pàgines de l'almanac nàutic anglo-americà per a l'any 2002

Un almanac nàutic és un almanac on es publica informació astronòmica utilitzada en nàutica per a navegació astronòmica. A més d'aquesta informació bàsica pot contenir, a més, una altra informació útil per a la navegació com pot ser informació sobre marees i ports.
A l'estat espanyol des del 1792 publica un almanac nàutic el Real Instituto y Observatorio de la Armada (Reial Institut i Observatori de l'Armada) de Sant Fernando, Cadis. El govern britànic ha publicat el seu almanac nàutic sense interrupció des de 1767. L'almanac més utilitzat i difós és el publicat conjuntament pels governs britànic Arxivat 2007-06-30 a Wayback Machine. i nord-americà. Els esmentats almanacs són publicacions governamentals que contenen només les prediccions astronòmiques i altres taules necessàries per a la navegació astronòmica. Hi ha altres almanacs publicats comercialment que contenen, a més d'aquesta informació astronòmica, una altra informació útil al navegant com prediccions sobre marees i altra informació sobre ports, fars, ajudes a la navegació, etc. Entre aquests tenen gran tradició Reed's Nautical Almanac (publicat des del 1932) i Brown's Nautical Almanac (publicat des del 1877).
L'almanac nàutic conté prediccions sobre les posicions dels astres al cel durant un any natural. Aquesta posició varia contínuament per la qual cosa un almanac determinat només és vàlid per a un any específic. El navegant adquireix l'almanac per a un any concret abans que comenci aquest any i així disposa de la informació necessària per a la navegació durant tot l'any.
L'almanac està organitzat en forma de taules que contenen informació sobre les dues magnituds principals que defineixen la posició d'un astre a l'esfera celest: la declinació i l'angle horari referit a Greenwich. Pot, a més de contenir informació en paralatge, Semidiàmetre observable, brillantor, etc. quan aquesta informació és útil per a la navegació. Aquesta informació va tabulada a intervals de temps que solen ser d'hora en hora i el navegant pot calcular la informació per a temps intermedis mitjançant interpolació lineal.
A més d'aquesta informació que varia anualment l'almanac conté taules que ajuden en els càlculs com poden ser taules de refracció atmosfèrica, de posicions de les  estrelles, d'interpolacions, etc.
És probable que la publicació en paper d'almanacs nàutics tinc els dies comptats i això per dos motius principals: (1) El GPS i altres mitjans de navegació electrònics fan innecessària les tècniques de navegació astronòmica i (2) els ordinadors i calculadores digitals permeten calcular localment i sobre la marxa la posició dels astres.

## Interpretació i ús de l'almanac nàutic
Cada publicació organitza la informació de forma diferent, encara que semblant. Un cop vol dir la forma d'extreure informació d'un almanac concret no ha d'haver problema en utilitzar un altre model diferent. Utilitzarem com a exemple el gràfic superior, que representa dues pàgines contigües de l'almanac anglo-americà. Aquestes dues pàgines contenen la informació correcpondiente a tres dies consecutius, en aquest cas els dies 10, 11 i 12 de maig de 2002.
La primera columna de l'esquerra llista les vint hores del dia per als tres dies consecutius i en les columnes següents es poden llegir les dades corresponents als diferents astres. La segona columna llista, per a cada hora, l'angle horari referit a Greenwich (GHA) del primer punt d'Àries. La segona columna correspon el planeta Venus i en l'encapçalament ens informa que la brillantor del planeta durant aquests dies serà de -3.9. A la columna podem veure el GHA i  declinació per a cada hora. Per calcular moments intermedis utilitzaríem interpolació lineal. Per facilitar els càlculs al peu de cada columna es faciliten dues magnituds anomenadesvidque representen la desviació horària que té la velocitat a la que varien GHA i dec. respecte de la velocitat mitjana utilitzada en les taules incloses al final de l'almanac. El mateix podem dir de les successives columnes per Mart, Júpiter i Saturn. (En l'Almanac espanyol apareix una columna amb "angle Horari a Greenwich d'Àries" que permet calcular l'angle Horari a Greenwich de les estrelles sumant a aquest valor el de "Angulo sideri" de cada estrella, que s'ofereix en una taula mòbil, i també columnes de "angulos Horaris a Greenwich" del Sol, Lluna i planetes).
A continuació ve un llistat d'estrelles amb les seves respectives coordenades astronòmiques.
A la segona pàgina veiem les coordenades pel Sol d'hora en hora i al peu d'aquesta columna veiem el Semidiàmetre i la variació horària de dec. d. Les quantitats posades a la capçalera o peu d'una columna vol dir que són aplicacbles durant els tres dies inclosos en la pàgina, ja que varien a poc a poc.
El cas de la Lluna és especial, ja que el seu moviment és més ràpid i irregular i és per això que les quantitatsvidsón llistats per a cada hora. A més es llista el paralatge horitzontal, HP, per a cada hora.
Les últimes columnes tenen informació sobre les hores de crepuscle, sortida i posta de Sol i Lluna, ecuuación del temps, etc. Aquesta informació és útil per planificar les observacions durant el crepuscle quan són visibles simultàniament els astres i l'horitzó.

## Exemples pràctics
- 'Exemple # 1.' Determinar GHA i dec. d'Aldebaran el dia 10 de maig de 2002 a les 7h 25m 32s.

Solució: extraiem de la taula GHA (Àries) per a les 7 h (GHA = 332 º 54.4 ') i les 8 h (GHA = 347 º 56.9') i interpolant linealment per trobar el valor corresponent a 7h 25m 32s el que produeix el resultat GHA = 339 º 18/5 '. Una altra forma de trobar-ho sense recórrer a la interpolació és utilitzar les taules que venen al final de l'almanac tituladesincrements and corrections(increments i correccions) i extreure de les taules d'Àries els valors corresponents a 25 minuts (6è 16.0 ') i 32 segons (0 º 8.0') i sumárselos als corresppondientes a les 7 h (332 º 54.4 ') la qual cosa ens dona un resultat de GHA (Àries) = 339 º 18/4' que és l'angle horari GHA d'Àries a les 7h 25m 32s del dia 10.
Prenem ara les dades d'Aldebaran (GHA = 290 º 59.8 ', dec = N16 º 30/8') i sumem GHA (Àries) a SHA (Aldebaran) per obtenir GHA (Aldebaran) = 270 º 18/2 'i directament de la taula dec = N16 º 30/8' que és la solució buscada.